# David Berkowitz
David Richard Berkowitz (tên thật là Richard David Falco, sinh năm 1953) còn được biết đến là Son of Sam và .44 Caliber Killer là một kẻ giết người hàng loạt người Mỹ. Berkowitz bị cáo buộc là đã gây ra 8 vụ xả súng tại thành phố New York vào ngày 29 tháng 7 năm 1976.

## Đầu đời
David Berkowitz được sinh ra vào ngày 1 tháng 6 năm 1953 tại quận Brooklyn, thành phố New York và được đặt tên là Richard David Falco.:73 Berkowitz bị mẹ ruột, Elizabeth "Betty" Broder, bỏ rơi trong vòng vài ngày sau khi sinh.:80
Berkowitz sau đó được Pearl và Nathan Berkowitz ở quận Bronx nhận nuôi.:16 Cặp vợ chồng người Mỹ gốc Do Thái này không có con ở tuổi trung niên, nên họ đã nhận nuôi Berkowitz. Họ đảo ngược thứ tự tên đệm và tên của Berkowitz thành David Richard Berkowitz.
Nhà báo John Vincent Sanders viết rằng tuổi thơ của Berkowitz "có phần rắc rối" ("somewhat troubled"). Mặc dù có trí thông minh trên mức trung bình, nhưng Berkowitz đã mất hứng thú với việc học của mình ngay từ khi còn nhỏ và trở nên say mê với những hành vi ăn cắp vặt và phóng hỏa.
Mẹ nuôi của Berkowitz qua đời năm Berkowitz 14 tuổi vì căn bệnh ung thư vú,:18 và cuộc sống gia đình của Berkowitz trở nên căng thẳng trong những năm sau đó, đặc biệt là vì Berkowitz không ưa người vợ thứ hai của cha nuôi mình.:60–1
Năm 1971, Berkowitz gia nhập quân đội Hoa Kỳ, và phục vụ tại Fort Knox và một sư đoàn bộ binh của Mỹ ở Hàn Quốc. Tháng 6 năm 1974, Berkowitz được xuất ngũ. Năm 1976, Berkowitz trở thành một tài xế cho công ty taxi Co-Op City. Sau đó, Berkowitz làm việc cho Bưu điện Hoa Kỳ trước khi bị bắt.

## Bắt đầu phạm tội (1975–1977)

### Vụ án của Forman (tháng 12 năm 1975)
Berkowitz khai rằng khi 22 tuổi, Berkowitz đã gây ra vụ án đầu tiên vào đêm Giáng Sinh năm 1975, khi Berkowitz dùng dao săn đâm hai phụ nữ ở Co-op City. Nạn nhân đầu tiên, được cho là một phụ nữ Hispanic, chưa bao giờ được cảnh sát xác định danh tính. Nạn nhân thứ hai là Michelle Forman, 15 tuổi, học sinh năm hai trường trung học Truman. Berkowitz đã đâm Michelle Forman 6 nhát trên cây cầu gần Dreiser Loop. Điều này đã khiến Forman bị thương nghiêm trọng và phải nhập viện một tuần. Berkowitz không bị nghi ngờ là thủ phạm gây ra vụ án.
Sau vụ án này, Berkowitz chuyển đến một căn hộ ở Yonkers.

### Vụ án của Lauria và Valenti (tháng 7 năm 1976)
Vụ nổ súng đầu tiên được cho là do Berkowitz gây ra xảy ra ở Pelham Bay, Bronx. Nạn nhân là Donna Lauria (18 tuổi) và Jody Valenti (19 tuổi). Lauria bị trúng một viên đạn khiến cô thiệt mạng tại chỗ. Valenti bị bắn vào đùi, và viên đạn thứ ba bắn trượt qua hai nạn nhân. Sau đó tên sát nhân quay người và bước đi nhanh chóng.
Valenti sống sót sau vết thương và nói rằng cô không nhận ra kẻ giết người. Cô mô tả kẻ nổ súng là một người đàn ông da trắng ngoài ba mươi tuổi với nước da sáng, cao khoảng 5 foot 8 inch (1,73 m) và nặng khoảng 200 lb (91 kg). Tóc hắn ta ngắn, sẫm màu và xoăn theo "phong cách hiện đại". Cha của Lauria cũng đã đưa ra mô tả tương tự, ông nói rằng mình đã nhìn thấy một người đàn ông tương tự ngồi trong một chiếc xe cỡ nhỏ màu vàng đỗ gần đó. Những người hàng xóm xung quanh cũng đã xác nhận với cảnh sát về việc có một chiếc xe cỡ nhỏ màu vàng chạy quanh khu vực trong nhiều giờ trước vụ nổ súng.

### Vụ án của Denaro và Keenan (tháng 10 năm 1976)
Vào ngày 23 tháng 10 năm 1976, một vụ nổ súng tương tự xảy ra tại một khu dân cư hẻo lánh ở Flushing, Queens, cạnh công viên Bowne. Nạn nhân là Carl Denaro (20 tuổi), một nhân viên bảo vệ tại ngân hàng Citibank, và Rosemary Keenan (18 tuổi), một sinh viên trường cao đẳng Queens.
Cảnh sát xác định những viên đạn găm trong xe của Keenan là loại cỡ nòng .44, nhưng chúng bị biến dạng đến mức họ không thể liên kết những viên đạn này với một loại vũ khí cụ thể. Vì Denaro có mái tóc dài ngang vai, cảnh sát sau đó suy đoán rằng kẻ nổ súng có thể đã nhầm anh ta là một người phụ nữ. Tuy nhiên, giống như vụ án của Lauria và Valenti, có vẻ như không có động cơ rõ ràng cho vụ nổ súng; cảnh sát không đạt được nhiều tiến triển trong vụ án.